# Trenton (Michigan)
Trenton è una piccola città nella contea di Wayne nella porzione sud-est dello Stato del Michigan. In base al censimento del 2010 la popolazione è di 18 853 abitanti. La città fa parte di Downriver, una comunità di operai raccolta per lo più a sud di Detroit, sulla riva occidentale del fiume Detroit.
Molti residenti sono impiegati nelle fabbriche della città, come ad esempio l'impianto della Chrysler Trenton Motori, la Solutia e l'impianto Trenton Channel Power.